# Recea-Cristur
Recea-Cristur est une commune de Transylvanie, en Roumanie, dans le județ de Cluj. Elle est composée des villages Recea Cristur, Căprioara, Ciubanca, Ciubăncuța, Elciu, Escu, Jurca, Osoi, Pustuța.

## Administration

### Recea-Cristur est jumelée avec
- Dadonville (France) depuis 1990[1].